# Мецовон
Ме́цовон (греч. Μέτσοβον ή Μέτσοβο, арум. Aminciu) — малый город в Греции. Город расположен на высоте 1160 метров над уровнем моря, в горной местности Пинд, к западу от региона Метеоры и в 31 километре к северо-востоку от Янины, в 178 километрах к юго-западу от Салоник и в 297 километрах к северо-западу от Афин. Административный центр одноимённой общины (дима) в периферийной единице Янине в периферии Эпире. Население 2503 жителя по переписи 2011 года. Площадь 101,908 квадратного километра.
Является крупнейшей общиной аромунов в Греции.
Через город проходит национальная дорога 6 Трикала — Янина, часть европейского маршрута E92 и автомагистраль 2 «Эгнатия», часть европейского маршрута E90.

## История
С XV века область Мецовона находилась под османским владычеством и была частью санджака Янины. В конце периода османского владычества греческое и арумынское население региона подвергалось частым набегам албанцев. Во время Первой Балканской войны город был сожжен.

## Достопримечательности
Город славится своими сырами — мецовоне и мецовела (μετσοβέλα), а также производством вина. В Мецовоне находится винодельческое хозяйство «Катоги» (Κατώγι Αβέρωφ), принадлежащее семье Аверофф. В городе расположена Галерея Авероф, посвященная Георгиосу Аверофф. Мецовон является популярным центром зимнего туризма. В 2 километрах от Мецовона находится горнолыжный центр Фонда барона Михаила Тосицаса (Χιονοδρομικό Κέντρο Ιδρύματος Βαρώνου Μιχαήλ Τοσίτσα), в пяти километрах — горнолыжный центр Профитис-Илиас (Пророка Илии, Χιονοδρομικό Κέντρο Προφήτης Ηλίας). Строится горнолыжный центр «Анилион» (Χιονοδρομικό Κέντρο Ανηλίου Μετσόβου). В 1980 году в районе Мецовона был построен туннель «Анилион» (Σήραγγα Ανήλιου) длиной 2100 метров, самый длинный на тот момент в Греции, что сократило время сообщения между восточной и западной частью Греции и позволило избежать повышенной нагрузки на извилистые горные дороги региона, которые в зимнее время часто недоступны из-за обильных снегопадов.

## Население
| Год  | Население, человек |
| ---- | ------------------ |
| 1991 | 2904               |
| 2001 | 2963               |
| 2011 | ↘ 2503             |

## Известные уроженцы
- Николаос Стурнарас (Νικόλαος Στουρνάρας, 1806—1853) — филантроп и благотворительный деятель.
- Елени Тосицас (Ελένη Τοσίτσα, 1795—1866) — филантроп и благотворительный деятель.
- Михаил Тосицас (Μιχαήλ Τοσίτσας, 1789—1856) — филантроп и благотворительный деятель.
- Георгиос Аверофф (1815—1899) — филантроп и бизнесмен.
- Евангелос Аверофф (Ευάγγελος Αβέρωφ, 1910–1990) — политик, бывший лидер Новой Демократии.

## Фотогалерея

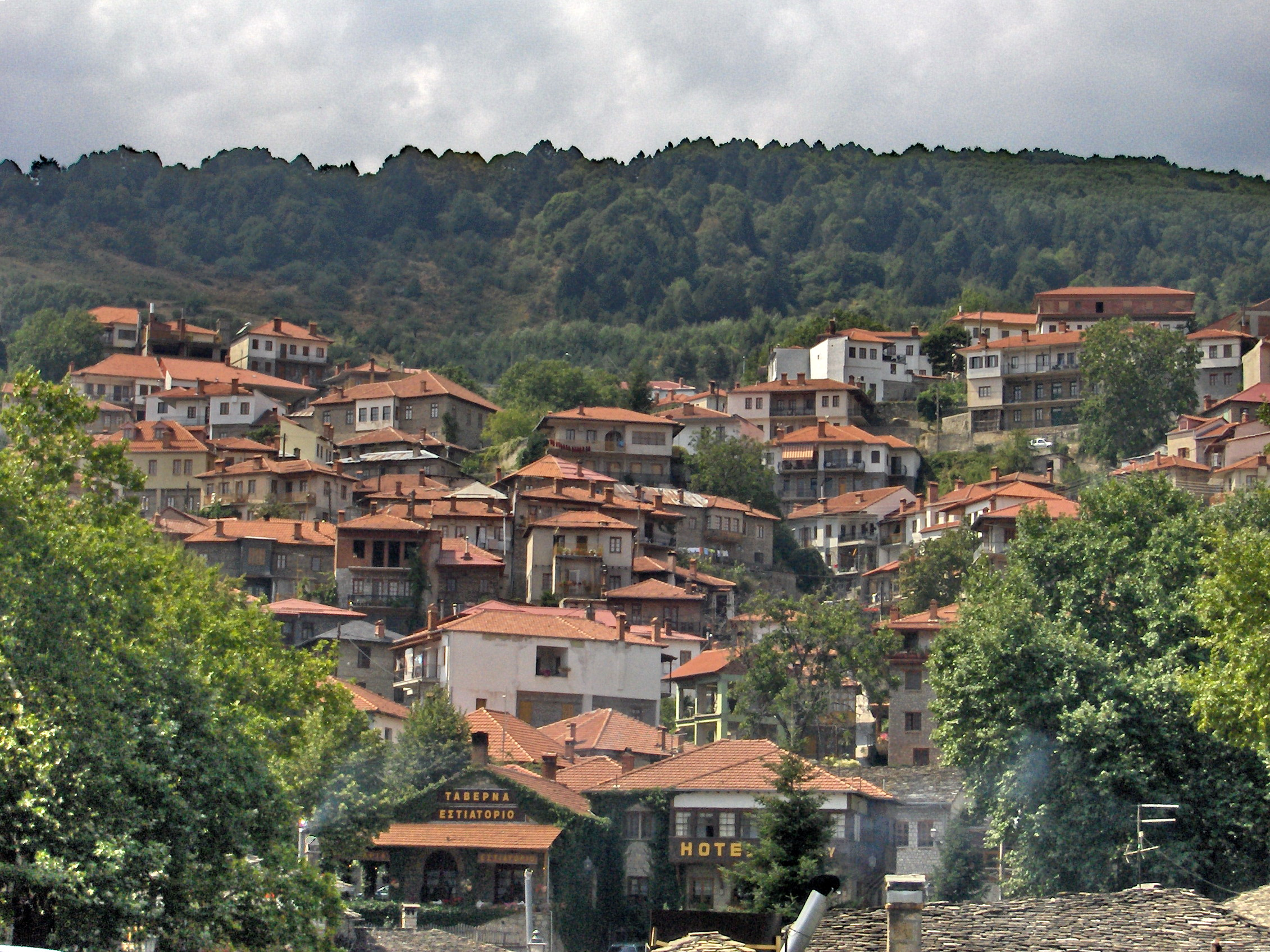
Вид на Мецовон
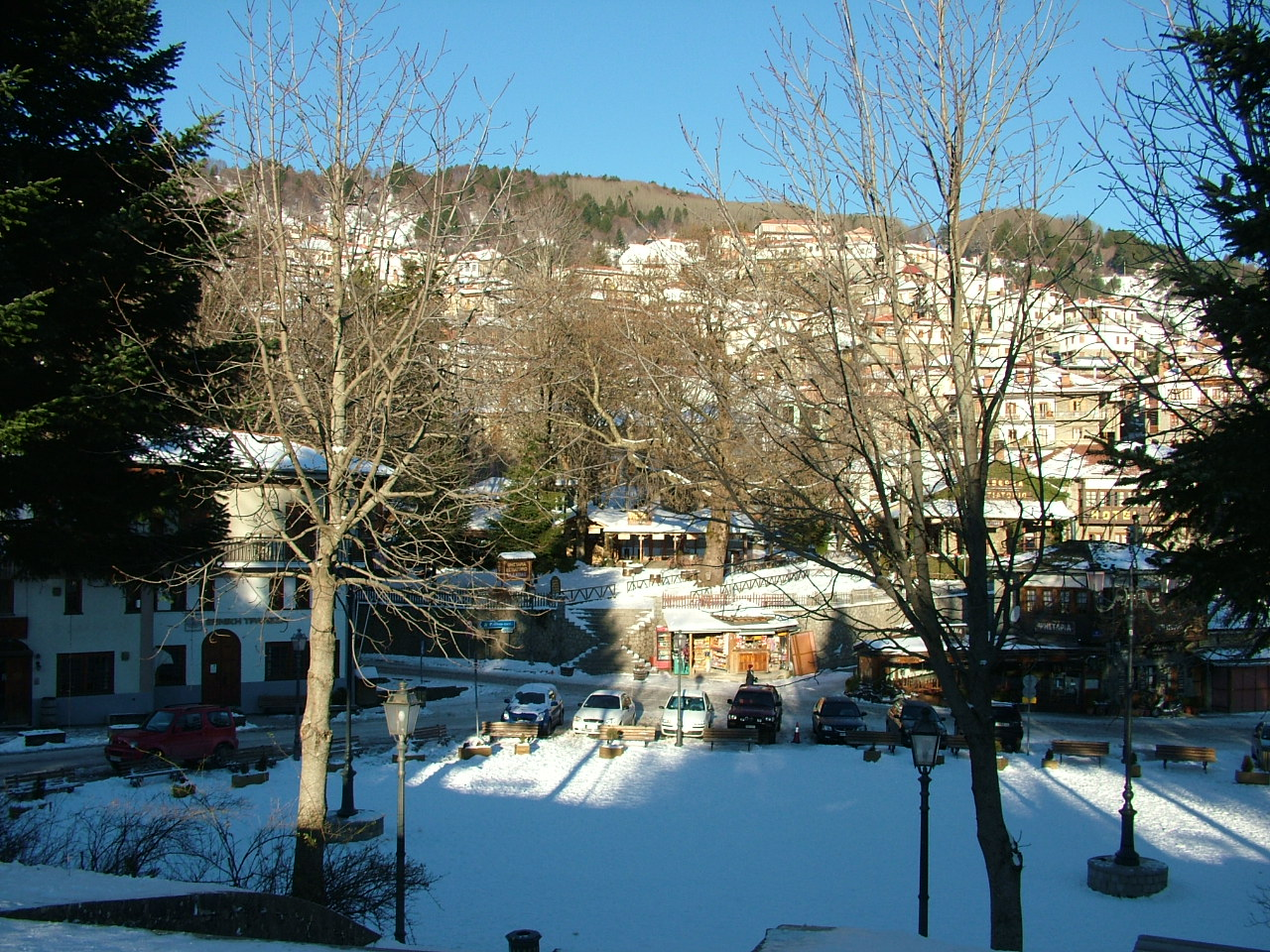
Центральная площадь Мецовона
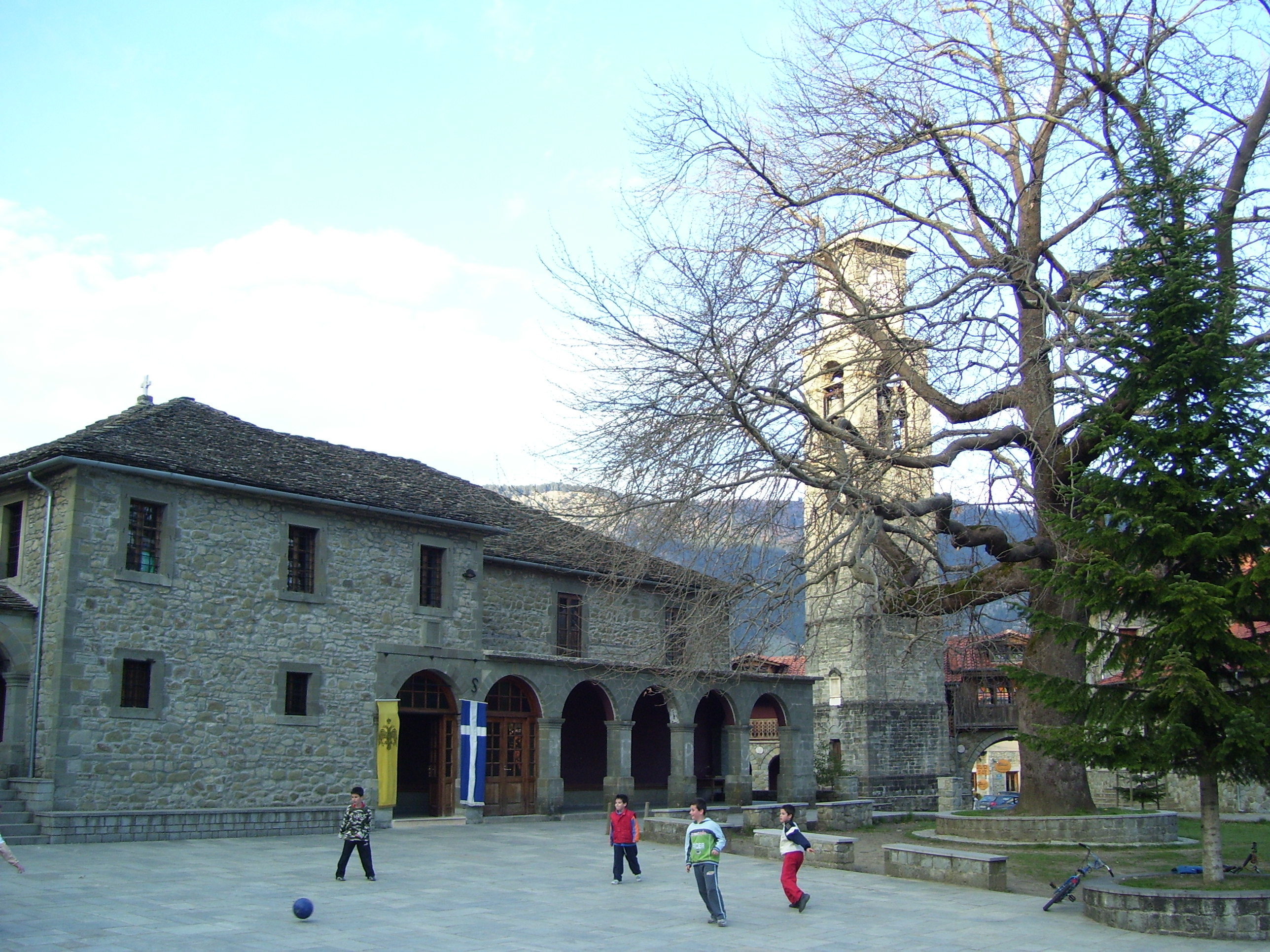
Церковь Айия-Параскеви
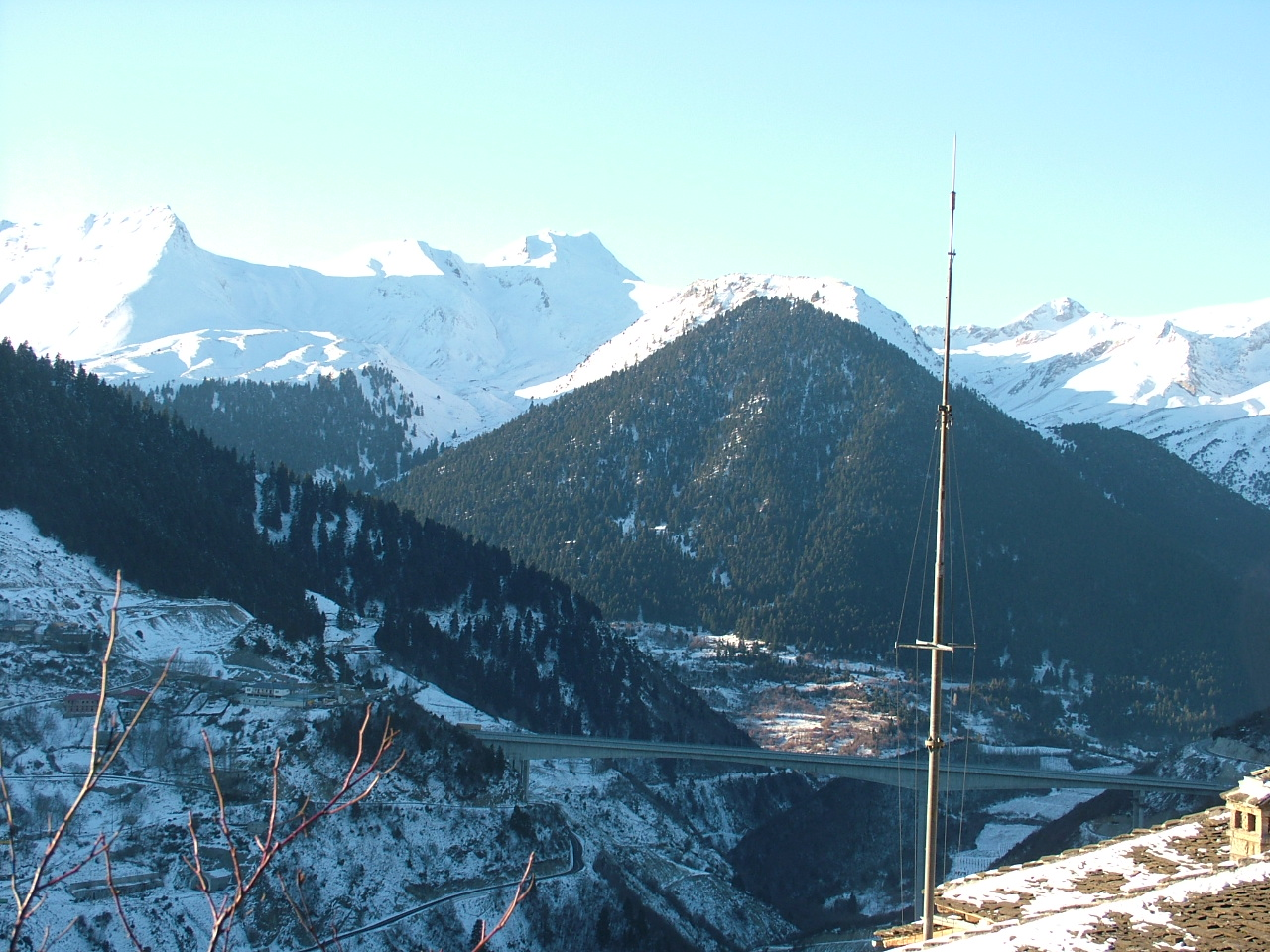
Вид на мост на автомагистрали «Эгнатия» у Мецовона
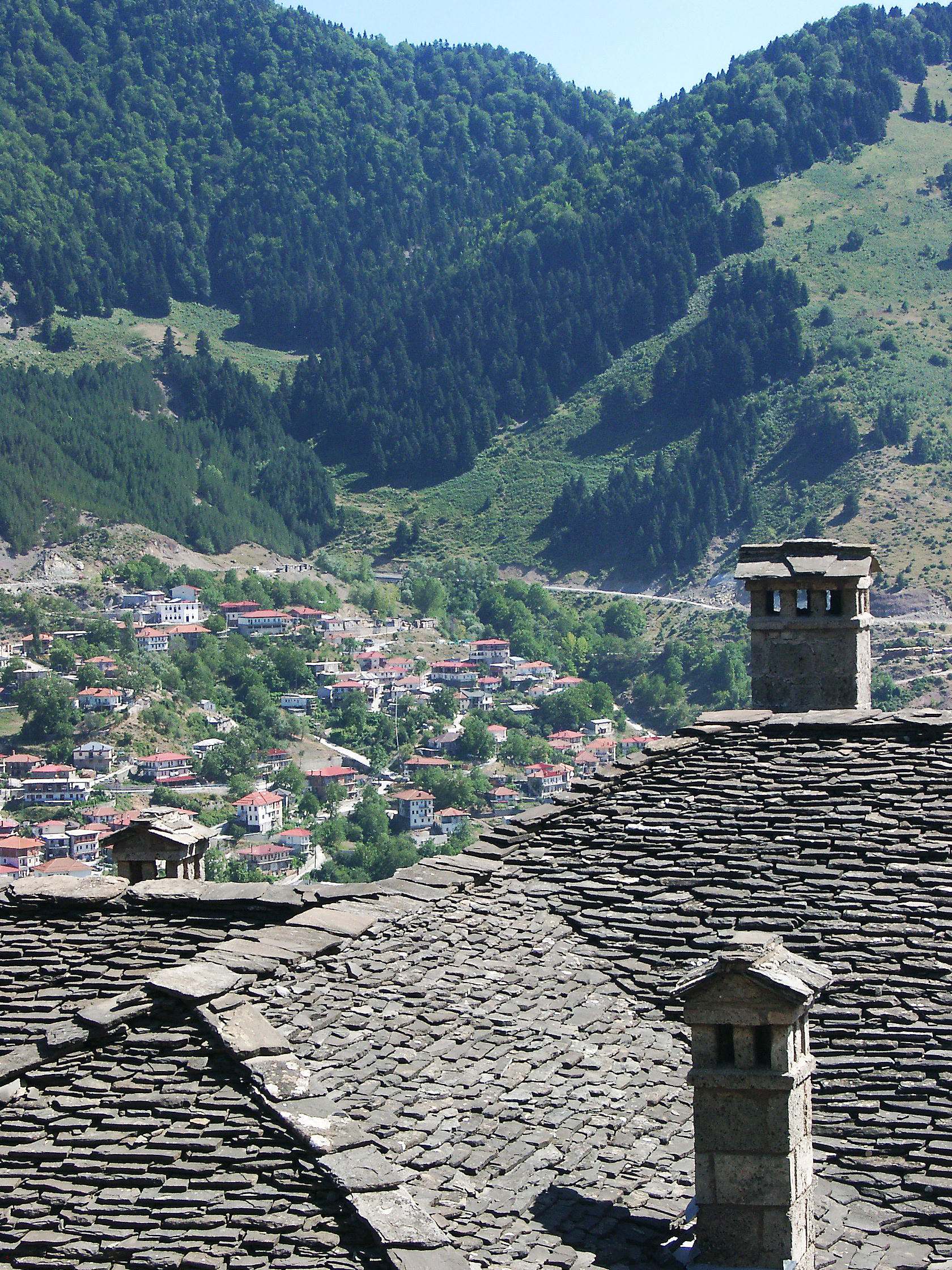
Крыши Мецовона